# Allahein
Der Allahein (Schreibvariante: Halahein; Namensvariante: San Pedro [selten], der vermutlich alte portugiesische Name) ist ein kleiner Küstenfluss im westafrikanischen Staat Gambia.

## Geographie
Der Allahein entspringt in der West Coast Region, in der Nähe von Brikama, der zweitgrößten Stadt Gambias. Von dort fließt er mit einer Länge von 45 Kilometern in südwestlicher Richtung, bis er bei der Koordinate 13° 2′ N, 16° 44′ W,  gleichzeitig Gambias südlichstem Punkt, in der Nähe des Ortes Kartong, mit einer Breite von ungefähr 150 Metern in den Atlantischen Ozean mündet.
Für den größten Teil des Flusses stellt er den Grenzfluss zum Staat Senegal dar. Dort befinden sich im verschlungenen Verlauf der letzten 30 Fluss-Kilometer bis zum Meer Mangrovenwälder.